# 清水柳北1号墳
清水柳北1号墳（しみずやなぎきたいちごうふん）は、静岡県沼津市足高尾上にある上円下方墳である。

## 概要
清水柳北1号墳は、第二沼津鉄工団地内で発見され、同団地内で移築されている。1986年（昭和61年）の調査により、下方部の上に上円部が重ねられた上円下方墳であることが判明した。古墳の外周には幅約1メートル、一辺20メートルの方形の周濠が巡らされている。出土遺物は、須恵器が主であり、古墳の築造時期は、8世紀前葉と位置付けられている。

## 発掘の経緯
以前から墳墓群の存在は知られていたが、1985年（昭和60年）沼津工業団地の第二工業団地建設計画に伴う詳細分布調査で、尾根の中央部に円墳状の墳墓が確認され、「清水柳北1号墳」と名付けられた。南側に二基の墳丘が確認され2号墳・3号墳と名付けられた。1986年（昭和61年）6月の事前の発掘調査にて上円下方墳であることが判明した。周溝に石櫃があった。

## 規模
下記の通り。
- 標高　145〜165メートル
- 北辺　20.3メートル
- 西辺　20.2メートル
- 東辺　20.0メートル
- 南辺　20.2メートル

## 出土品
- 石櫃
  - 周溝東側に当たる凹地に大部分が埋まった形で検出された。3片の凝灰岩を主体としており、後世の耕作中に散乱したと考えられる断片も周囲から見つかっている。中心部には復元した径35センチメートル程度の丸底の穴がある。だが、石櫃周辺からは蔵骨器に用いたと見られる遺物は見つかっていない。また、火葬骨も検出されなかった[7]。
  - 石櫃の凝灰岩は愛鷹山裾部の古墳群のくり抜き式石棺の石材と同じものであり、沼津市内では江浦凝灰岩と呼ばれる静浦地区のものが知られている[8]。

- 須恵器
  - 古墳のある一帯は畑として開墾された土地であった[5]。調査時に、墳丘近くの耕作土の斜面から須恵器破片が検出された。発見状況から古墳に関連するものとして推定されている主なものは、蓋坏の蓋、坏身、長頸壷などである。これらは完形品が後世掘り出されて割られて捨てられたものと推定されている[9]。これら須恵器はその様相から8世紀前半のものと考えられているが、周囲には少し時代が下ったものもあり、祭祀が継続されていた可能性が発掘調査報告書の中で指摘されている[10]。
  - 須恵器の多くは青灰色であり、湖西産と思われるが、坏蓋の一部は灰緑色で、猿投産と推定される[11]。

## 現地情報
所在地
- 静岡県沼津市足高尾上

関連施設

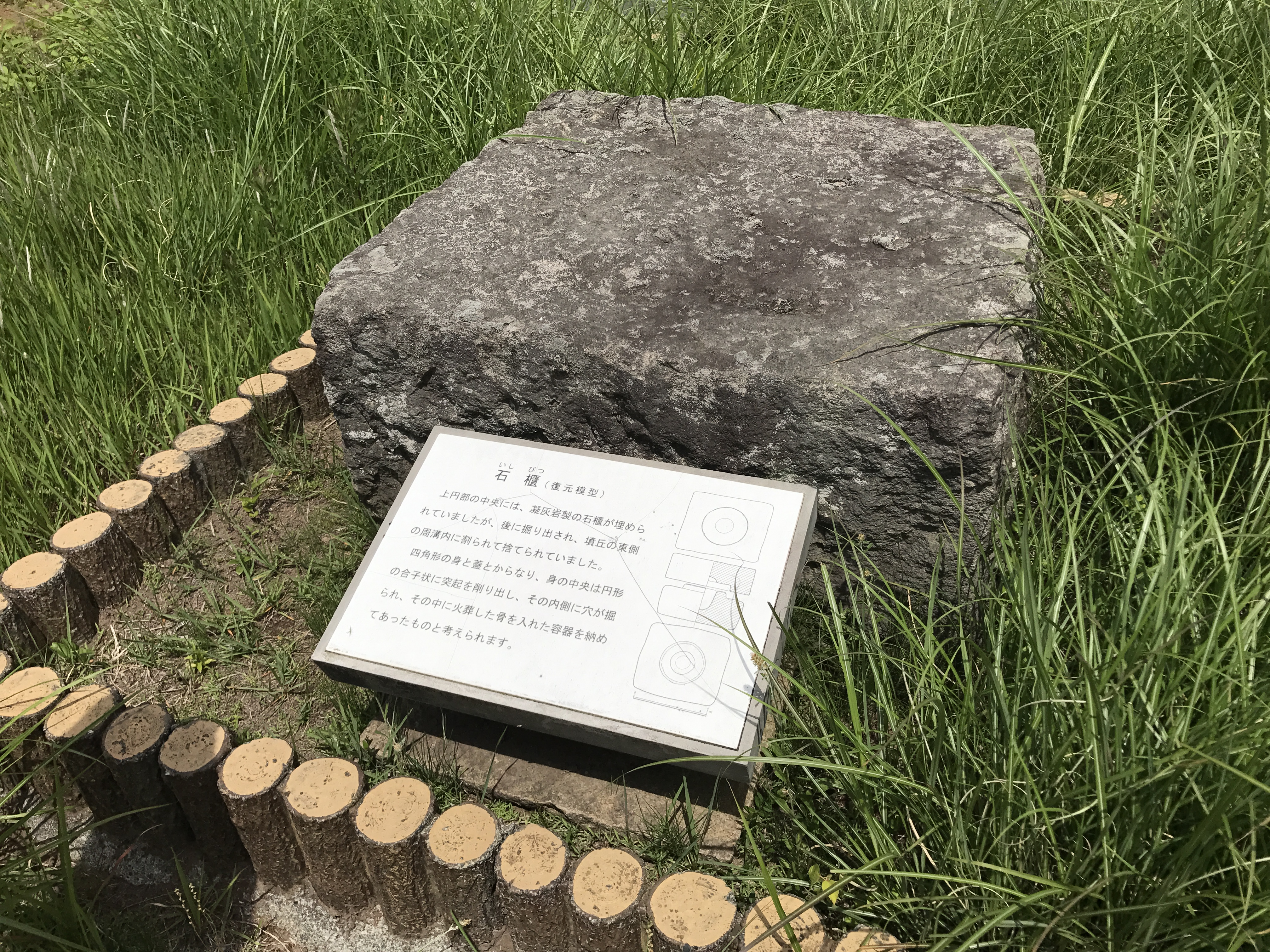
清水柳北1号墳の石櫃（レプリカ）

- 沼津市文化財センター（沼津市志下） - 清水柳北1号墳出土品等を保管。